# Johan Sigismund af Brandenburg
Johan Sigismund (tysk: Johann Sigismund; 8. november 1572 – 23. december 1619) var kurfyrste af Brandenburg fra 1608 til 1619 og hertug af Preussen fra 1618 til 1619.
Han tilhørte slægten Hohenzollern og efterfulgte i 1608 sin far Joachim Frederik af Brandenburg som kurfyrste og som formynder for den sindssyge hertug Albrecht Frederik af Preussen. Da han samtidig var gift med hertug Albrecht Frederiks datter Anna, var han nærmeste arving til hertugdømmet Preussen, og efter sin svigerfaders død i 1618 blev han hertug af Preussen, der dermed kom i personalunion med Brandenburg.
Han var en svag og uselvstændig hersker men erhvervede i 1614 Hertugdømmet Kleve, Grevskabet Mark og Grevskabet Ravensberg. I 1613 gik han over til den reformerte kirke, men han tillod sine undersåtter at beholde deres lutheranske tro.
Han efterfulgtes efter sin død af sin søn Georg Vilhelm.